# Erazm Dłuski
Erazm Dłuski h. Nałęcz (ur. 20 stycznia 1857 w Szczuczyńcach pow. jampolski na Podolu, zm. 26 lutego 1923 w Otwocku) – polski kompozytor, pianista, pedagog.